# Eleanor Jones
 Eleanor Jones (* 12. August 1929 in Norfolk (Virginia); † 1. März 2021) war eine US-amerikanische Mathematikerin und Hochschullehrerin. Sie gehörte zu den ersten afroamerikanischen Frauen, die in Mathematik promovierten. Sie unterrichtete mehr als 30 Jahre als Professorin an der Norfolk State University.

## Leben und Werk
Jones war das zweite der sechs Kinder von George Herbert Green und Lillian Vaughn Green. Mit 15 Jahren beendete sie 1945 ihre Schulausbildung an der Booker T. Washington High School in Norfolk, Virginia. Anschließend studierte sie mit einem Stipendium der Universität und von der Pepsi-Cola Corporation Mathematik, Physik und Pädagogik an der Howard University. Sie wurde von Elbert Frank Cox betreut, dem ersten Afroamerikaner, der in Mathematik promovierte. 1949 erhielt sie an der Howard University den Bachelor-Abschluss mit Auszeichnung und 1950 den Master-Abschluss. Anschließend kehrte sie für zwei Jahre als Lehrerin für Mathematik und Naturwissenschaften an die Booker T. Washington High School zurück. Zusätzlich zu ihrer Lehrtätigkeit entwickelte sie einen neuen Lehrplan für das Mathematikprogramm der Schule. 1951 heiratete sie Edward Dawley Jr. und zog sich 1953 aus der Ausbildung zurück, um eine Familie zu gründen. 1955 wurde sie als außerordentliche Professorin für Mathematik an der Hampton University eingestellt. Als die Schulen in Norfolk, Virginia, 1958 wegen erzwungener Integration geschlossen wurden, gab sie den Schülern in einer örtlichen Kirche Nachhilfeunterricht. Im selben Jahr wurde sie auch stellvertretende Vorsitzende des Kongresses für Rassengleichheit (CORE) in Virginia. Nach ihrer Scheidung wollte sie promovieren, was jedoch der Bundesstaat Virginia zu dieser Zeit schwarzen Studenten nicht erlaubte. Daher zog sie 1962 mit ihren beiden Söhnen nach New York, um an der Syracuse University zu studieren. 1963 erhielt sie ein Stipendium der National Science Foundation und begann als Lehrassistentin an der Syracuse University zu arbeiten. 1966 promovierte sie bei James Dolan Reid als elfte Afroamerikanerin mit der Dissertation: Abelian Groups and Their Endomorphism Rings, and the Direct Decomposition and Euqsi-Endomorphisms of Torsion Free Abelian Groups. Auszüge aus ihrer Dissertation wurden 1967 in der Zeitschrift The American Mathematical Monthly veröffentlicht. 1967 trat sie wieder in die Fakultät der Hampton University ein und ein Jahr später wurde sie Professorin für Mathematik sowie Vorsitzende der Abteilung an der Norfolk State University. 2003 trat sie als emeritierte Professorin an der Norfolk State University in den Ruhestand. Sie war Mitglied des Komitees für Chancen für unterrepräsentierte Minderheiten der American Mathematical Society, des Exekutivrats der Association for Women in Mathematics und des Board of Governors der Mathematical Association of America. 1975 war sie Vizepräsidentin der National Association of Mathematicians.

## Auszeichnungen
- 1965: Sigma Xi Science Honor Society der Syracuse University
- 1985 Vollmitglied Sigma Xi Science Honor Society
- 1975: Vizepräsidentin National Association of Mathematicians
- 1994: Distinguished Service Award, National Association of Mathematicians
- 1983–1986: Sitz im Board of Governors der Mathematical Association of America
- 1989–1994: Vorstandsmitglied der Vereinigung für Frauen in der Mathematik
- seit 1990: Mitglied des Accessibility Opportunities Committee für unterrepräsentierte Minderheiten der American Mathematical Society